# Leichtathletik-Weltmeisterschaften 1983/Medaillenspiegel
Diese Tabelle zeigt den Medaillenspiegel der Leichtathletik-Weltmeisterschaften 1983 in Helsinki. Die Platzierungen sind nach der Anzahl der gewonnenen Goldmedaillen sortiert, gefolgt von der Anzahl der Silber- und Bronzemedaillen (lexikographische Ordnung). Weisen zwei oder mehr Länder eine identische Medaillenbilanz auf, werden sie alphabetisch geordnet auf dem gleichen Rang geführt.
| Medaillenspiegel Stand nach allen 41 Entscheidungen | Medaillenspiegel Stand nach allen 41 Entscheidungen | Medaillenspiegel Stand nach allen 41 Entscheidungen | Medaillenspiegel Stand nach allen 41 Entscheidungen | Medaillenspiegel Stand nach allen 41 Entscheidungen | Medaillenspiegel Stand nach allen 41 Entscheidungen |
| Platz                                               | Land                                                | Gold                                                | Silber                                              | Bronze                                              | Gesamt                                              |
| --------------------------------------------------- | --------------------------------------------------- | --------------------------------------------------- | --------------------------------------------------- | --------------------------------------------------- | --------------------------------------------------- |
| 1                                                   | DDR                                                 | 10                                                  | 7                                                   | 5                                                   | 22                                                  |
| 2                                                   | Vereinigte Staaten                                  | 8                                                   | 9                                                   | 7                                                   | 24                                                  |
| 3                                                   | Sowjetunion                                         | 6                                                   | 6                                                   | 11                                                  | 23                                                  |
| 4                                                   | Tschechoslowakei                                    | 4                                                   | 3                                                   | 2                                                   | 9                                                   |
| 5                                                   | BR Deutschland                                      | 2                                                   | 5                                                   | 1                                                   | 8                                                   |
| 6                                                   | Großbritannien                                      | 2                                                   | 2                                                   | 3                                                   | 7                                                   |
| 7                                                   | Polen                                               | 2                                                   | 1                                                   | 1                                                   | 4                                                   |
| 8                                                   | Finnland                                            | 1                                                   | 1                                                   | 1                                                   | 3                                                   |
| 8                                                   | Italien                                             | 1                                                   | 1                                                   | 1                                                   | 3                                                   |
| 8                                                   | Jamaika                                             | 1                                                   | 1                                                   | 1                                                   | 3                                                   |
| 11                                                  | Australien                                          | 1                                                   | –                                                   | –                                                   | 1                                                   |
| 11                                                  | Irland                                              | 1                                                   | –                                                   | –                                                   | 1                                                   |
| 11                                                  | Mexiko                                              | 1                                                   | –                                                   | –                                                   | 1                                                   |
| 11                                                  | Norwegen                                            | 1                                                   | –                                                   | –                                                   | 1                                                   |
| 15                                                  | Äthiopien                                           | –                                                   | 1                                                   | –                                                   | 1                                                   |
| 15                                                  | Kuba                                                | –                                                   | 1                                                   | –                                                   | 1                                                   |
| 15                                                  | Niederlande                                         | –                                                   | 1                                                   | –                                                   | 1                                                   |
| 15                                                  | Spanien                                             | –                                                   | 1                                                   | –                                                   | 1                                                   |
| 15                                                  | Rumänien                                            | –                                                   | 1                                                   | –                                                   | 1                                                   |
| 20                                                  | Bulgarien                                           | –                                                   | –                                                   | 3                                                   | 3                                                   |
| 21                                                  | Brasilien                                           | –                                                   | –                                                   | 1                                                   | 1                                                   |
| 21                                                  | Griechenland                                        | –                                                   | –                                                   | 1                                                   | 1                                                   |
| 21                                                  | Volksrepublik China                                 | –                                                   | –                                                   | 1                                                   | 1                                                   |
| 21                                                  | Marokko                                             | –                                                   | –                                                   | 1                                                   | 1                                                   |
| 21                                                  | Nigeria                                             | –                                                   | –                                                   | 1                                                   | 1                                                   |